# Microtis brownii
Microtis brownii är en orkidéart som beskrevs av Heinrich Gustav Reichenbach. Microtis brownii ingår i släktet Microtis och familjen orkidéer. Inga underarter finns listade i Catalogue of Life.